# 大进军大战宁沪杭
《大进军大战宁沪杭》，中国大陆电影，导演和小江、石伟，主演古月、孙飞虎、刘锡田、谢伟才、卢奇。

## 剧情
该片讲述1949年4月份，中国共产党和中国国民党为争夺中国大陆政权在南京、上海、杭州的渡江战役。

## 演出
| 演员   | 角色   | 备注 |
| 古月   | 毛泽东 |      |
| 孙飞虎 | 蒋中正 |      |
| 刘锡田 | 陈毅   |      |
| 谢伟才 | 粟裕   |      |
| 孙维民 | 周恩来 |      |
| 卢奇   | 邓小平 |      |
| 傅学诚 | 刘伯承 |      |
| 萧雄   | 宋美龄 |      |
| 余忠   | 谭震林 |      |
| 蒋昌义 | 张震   |      |

## 奖项
该片荣获1999年度的五个一工程奖和华表奖。

## 备注
1. ↑  当时，南京是中华民国的首都，故简称为京，而非现在使用的宁。当时，渡江战役又称京沪杭战役。